# Reinhard Franz

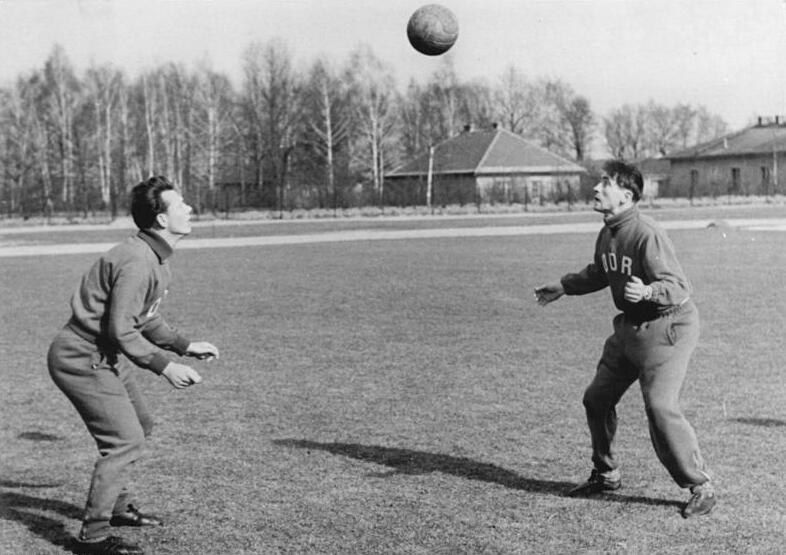
Rainer Franz (links) mit Horst Freitag (rechts) im Jahr 1957

Reinhard „Rainer“ Franz (* 25. Mai 1934 in Königsfeld/Schlesien; † 8. März 2015 in Zwickau) war ein deutscher Fußballspieler, der in der DDR-Oberliga für die Betriebssportgemeinschaft (BSG) Motor Zwickau 225 Punktspiele mit 72 Toren und 24 FDGB-Pokalspiele mit 15 Toren bestritten hat. Franz war fünffacher Nationalspieler.

## Fußball-Laufbahn

### Oberligaspieler
Über die Stationen BSG Empor Zwickau-Nord (1946/47), BSG Grubenlampe Zwickau (1947–1949) und BSG Chemie Jena (1949–1954), wo er in der Saison 1953/54 in der zweitklassigen DDR-Liga Staffel I zwölf Tore für Jena erzielt hatte, kam der Stürmer „Rainer“ Franz 1954 zur BSG Motor Zwickau. Zwei Jahre später spielte er mit seinem anderthalb Jahre jüngeren Bruder Eberhard Franz gemeinsam fast ein Jahrzehnt Fußball in der Oberliga. Bereits in seiner ersten Oberligaspielzeit 1954/55 wurde er mit zwölf Toren hinter Erhard Meinhold (14) zweitbester Oberligatorschütze der Zwickauer. Mit nur zehn Treffern wurde er 1957 Zwickaus erfolgreichster Oberligastürmer und landete in der DDR-Torschützenliste auf Platz fünf. Sein bestes Oberligaergebnis mit Motor Zwickau war der vierte Rang im Jahr 1960. Mit 31 Punkten belegte die Mannschaft aus der „Trabi-Stadt“ hinter Meister ASK Vorwärts Berlin, SC Dynamo Berlin und SC Lokomotive Leipzig den vierten Platz. Trainer Karl Dittes hatte in 21 Einsätzen auf den offensivstarken Franz gesetzt. Lediglich die Auswärtsschwäche (10:16 Punkte) verhinderte eine bessere Platzierung. Beim Gewinn des DDR-Fußballpokals im Jahre 1963 (3:0-Sieg gegen Chemie Zeitz) stand Franz im Gegensatz zu seinem Bruder Eberhard verletzungsbedingt nicht im Endspiel. Dagegen wirkte er bei den beiden Spielen im Europapokal der Pokalsieger gegen MTK Budapest im November 1963 mit. Bei der 0:2-Niederlage in Budapest am 20. November erhielt er in der 60. Minute einen Platzverweis. Auch beim zweiten Gewinn des Pokals der Saison 1966/67 wurde er nicht im Finale eingesetzt. In dieser Spielzeit war der inzwischen 32-Jährige nur in den ersten sechs Oberligapunktspielen eingesetzt worden. Nach jeweils zwei Oberligaspielen in der Hin- und der Rückrunde beendete der beidfüssig gleich starke Angreifer 1968 seine Spielerlaufbahn in der Oberliga. Er stellte sich jedoch in der nächsten Saison für einige Spiele in der zweiten Mannschaft der neu entstandenen Sachsenring-Elf zur Verfügung.

### Auswahlspieler
Mit dem Einsatz am 18. September 1955 in der B-Nationalmannschaft in Magdeburg beim Länderspiel gegen Rumänien begann die internationale Laufbahn des Stürmers von Motor Zwickau. Die DDR gewann mit 3:0 Toren, und der Sturm setzte sich mit Lothar Weise, Ernst Lindner, Reinhard Franz, Horst Franke und seinem Mannschaftskollegen Siegfried Kaiser zusammen. Der komplette Angriff absolvierte an diesem Tag den ersten Einsatz in der B-Nationalmannschaft. Sein Debüt in der A-Nationalmannschaft fand am 14. Oktober 1956 in Sofia beim Länderspiel gegen Bulgarien statt. Bei der 1:3-Niederlage wurde er in der 53. Spielminute eingewechselt. Am 16. September 1959 stürmte Franz in Ost-Berlin am linken Flügel der DDR-Mannschaft, die im deutsch-deutschen Olympia-Ausscheidungsspiel gegen die Amateurnationalmannschaft des DFB mit 0:2 Toren unterlag. In der B-Elf wurde er letztmals am 5. Oktober 1958 – es war sein zehntes B-Länderspiel – eingesetzt. Sein letztes und fünftes A-Länderspiel bestritt Franz am 10. Juni 1960 in Sofia. In der Begegnung Bulgarien – DDR (2:0) wurde er in der 64. Minute ausgewechselt. Franz gehörte zu den starken Spielertypen der DDR-Oberliga, die in der Nationalmannschaft ihre gewohnte Leistung selten bestätigen konnten.

## Nach der Karriere
Als Platzwart des Zwickauer Sportfeldes „Am Bürgerschacht“, wo der Nachwuchs trainierte, blieb der ehemalige Oberligastürmer weiterhin dem Fußball verbunden, bis er sich 1984 als Invalidenrentner zur Ruhe setzen musste.